# Нанси-Эст
Нанси-Эст (фр. Nancy-Est) — кантон во Франции, находится в регионе Лотарингия. Департамент кантона — Мёрт и Мозель. Входит в состав округа Нанси. Население кантона на 2011 год составляло 27 498 человек.
Код INSEE кантона — 5419. Это старейший кантон Нанси, созданный в 1871 году согласно Франкфуртскому договору. В 1879 году часть его перешла к кантону Нанси-Сюд. В кантон Нанси-Эст входит часть коммуны Нанси.

## Коммуны кантона
| Коммуна | Население | Почтовый индекс | Код INSEE |
| ------- | --------- | --------------- | --------- |
| Нанси   | 103 605   | 54100           | 54395     |